# Narcisse Théophile Patouillard

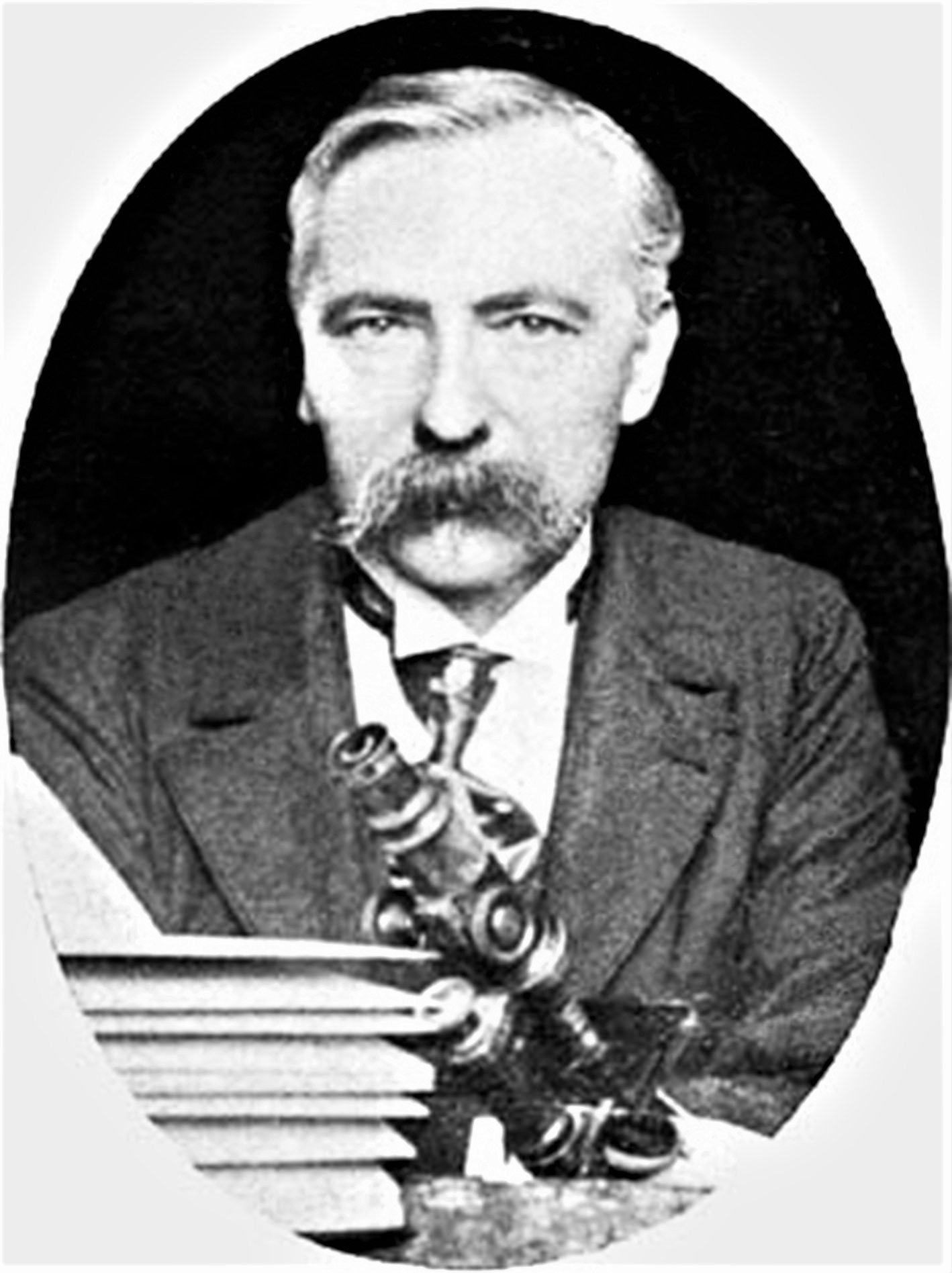
Narcisse Théophile Patouillard (1854-1926)

Narcisse Théophile Patouillard, född 2 juli 1854, död 30 mars 1926, var en fransk apotekare och mykolog. 
Han föddes i Macornay. Han studerade i Besançon och fortsatte sedan sin utbildning vid École supérieure de pharmacie i Paris. Där avlade han sin doktorsexamen 1884 med en avhandling som omfattade strukturen och klassificeringen av Hymenomycetes vid namn "Des Hyménomycètes au point de vue de leur structure et de leur classification". 
Auktorsnamnet Pat. kan användas för Narcisse Théophile Patouillard i samband med ett vetenskapligt namn inom botaniken; se Wikipediaartiklar som länkar till auktorsnamnet.

## Utvalda verk
- Tabulae analyticae Fungorum (Analytiska tabeller av svampar), 1883-1889.
- Les Hyménomycètes d'Europe. Anatomie générale et classification des champignons supérieurs (Europas Hymenomycetes. Allmän anatomi och klassificering av högre svampar) 166 pp. 1887.
- Fragments mycologiques: Notes sur quelques champignons de la Martinique (Mykologiska fragment: Anteckningar om vissa Martinique-svampar) i "Journal of Botany" 3 pp. 335 - 343, 1889.
- Essai taxonomique sur les familles et les genres des Hyménomycètes (Taxonomisk essä om familjer och släkten Hymenomycetes), 1900.